# Чемпионат четырёх континентов по шорт-треку 2024
Чемпионат четырёх континентов по шорт-треку 2024 года происходил с 4 по 5 ноября 2023 года в Лавале, Канада. Соревнования были проведены среди мужчин и женщин. В соревнованиях приняли участие фигуристы из 9 стран.
На чемпионате также проводятся эстафеты у женщин на 3000 м и у мужчин на 5000 м, а также смешанные эстафеты. В соревнованиях принимают участие команды от четырёх до шести спортсменов.

### Призёры

#### Мужчины
| Дисциплина      | Золото                                                                         | Золото   | Серебро                                                                | Серебро  | Бронза                                                                       | Бронза   |
| --------------- | ------------------------------------------------------------------------------ | -------- | ---------------------------------------------------------------------- | -------- | ---------------------------------------------------------------------------- | -------- |
| 500 метров      | Стивен Дюбуа Канада                                                            | 40.149   | Жордан Пьер-Жиль Канада                                                | 40.183   | Эндрю Хо США                                                                 | 40.299   |
| 1000 метров     | Уильям Данджину Канада                                                         | 1:28.338 | Пак Чжи Вон Южная Корея                                                | 1:28.664 | Юи Мацубаяси Япония                                                          | 1:28.939 |
| 1500 метров     | Пак Чжи Вон Южная Корея                                                        | 2:33.158 | Стивен Дюбуа Канада                                                    | 2:33.228 | Ким Гон У Южная Корея                                                        | 2:33.324 |
| Эстафета 5000 м | Республика Корея · Пак Чжи Вон · Со И Ра · Ли Джон Мин · Чан Сон У · Ким Гон У | 7:13.143 | Китай · Лю Гуаньи · Ли Вэньлун · Чжун Юйчэнь · Лю Цзиньсюнь · Чжу Идин | 7:13.463 | Канада · Стивен Дюбуа · Жордан Пьер-Жиль · Уильям Данджину · Жером Куртеманш | 7:13.556 |

#### Женщины
| Дисциплина      | Золото                                                                                 | Золото   | Серебро                                                                        | Серебро  | Бронза                                                                                     | Бронза   |
| --------------- | -------------------------------------------------------------------------------------- | -------- | ------------------------------------------------------------------------------ | -------- | ------------------------------------------------------------------------------------------ | -------- |
| 500 метров      | Кристен Сантос-Грисволд США                                                            | 42.760   | Пак Чи Вон Южная Корея                                                         | 44.192   | Сим Сок Хи Южная Корея                                                                     | 45.873   |
| 1000 метров     | Кристен Сантос-Грисволд США                                                            | 1:28.706 | Кортни Саро Канада                                                             | 1:29.208 | Данаэ Бле Канада                                                                           | 1:30.613 |
| 1500 метров     | Кристен Сантос-Грисволд США                                                            | 2:26.191 | Кортни Саро Канада                                                             | 2:26.657 | Данаэ Бле Канада                                                                           | 2:26.765 |
| Эстафета 3000 м | Канада · Данаэ Бле · Кортни Саро · Флоренс Брюнелль · Синтия Машитто · Карина Монтмини | 4:14.513 | Республика Корея · Пак Чжи Юн · Сим Сок Хи · Ли Со Ён · Ким А Ран · Пак Чи Вон | 4:14.567 | Казахстан · Алина Ажгалиева · Яна Хан · Мадина Жанбусинова · Ольга Тихонова · Малика Ермек | 4:16.200 |

### Смешанная эстафета
| Дисциплина      | Золото                                                                                   | Золото   | Серебро                                                                | Серебро  | Бронза                                                                             | Бронза   |
| --------------- | ---------------------------------------------------------------------------------------- | -------- | ---------------------------------------------------------------------- | -------- | ---------------------------------------------------------------------------------- | -------- |
| Эстафета 2000 м | Канада · Стивен Дюбуа · Жордан Пьер-Жиль · Кортни Саро · Флоренс Брюнелль · Уильям Сохье | 2:39.752 | США · Маркус Ховард · Эндрю Хо · Джули Летай · Кристен Сантос-Грисволд | 2:40.243 | Китай · Лю Гуаньи · Ли Вэньлун · Чжан Юйтин · Чжун Юйчэнь · Хао Вэйин · Сун Цзяруй | 2:40.306 |

### Общий зачёт
(Жирным шрифтом выделено самое большое количество медалей в своей категории; принимающая страна также выделена)
| Общее количество медалей | Общее количество медалей | Общее количество медалей | Общее количество медалей | Общее количество медалей | Общее количество медалей |
| Место                    | Страна                   | Золото                   | Серебро                  | Бронза                   | Всего                    |
| ------------------------ | ------------------------ | ------------------------ | ------------------------ | ------------------------ | ------------------------ |
| 1                        | Канада                   | 4                        | 4                        | 3                        | 11                       |
| 2                        | США                      | 3                        | 1                        | 1                        | 5                        |
| 3                        | Республика Корея         | 2                        | 3                        | 2                        | 7                        |
| 4                        | Китай                    | 0                        | 1                        | 1                        | 2                        |
| 5                        | Япония                   | 0                        | 0                        | 1                        | 1                        |
| 5                        | Казахстан                | 0                        | 0                        | 1                        | 1                        |
| Всего стран: 6           | Всего стран: 6           | 9                        | 9                        | 9                        | 27                       |